# Zeiss Sonnar
Zeiss Sonnar (по-русски произносится «Зоннар») — тип фотографического объектива. Создан Людвигом Бертеле (Ludwig Jakob Bertele) для ZEISS IKON AG и запатентован в 1931 году.
Часто классифицируется как «обобщённый триплет».
Объектив «Olympia Sonnar», сконструированный к Олимпийским играм 1936 года, был выпущен ограниченным тиражом и подарен по специальному списку аккредитованным на играх иностранным фотожурналистам.

## Особенности
Может рассматриваться как дальнейшее развитие оптической схемы объектива Эрностар, ранее разработанного Людвигом Бертеле для Krupp-Ernemann Kinoapparate AG. 

Основными отличиями зоннара от предшественника эрностара можно считать не только бо́льшие толщи́ны компонентов, но и ме́ньшее число граничащих с воздухом оптических поверхностей, что улучшает контраст изображения (особенно при отсутствии просветления).
Различные модификации зоннара могут включать от 4 до 8 линз, как правило, в 3 или, реже, 4 группах.

В СССР объективы этого типа именовались «Юпитер».